# 哈特营

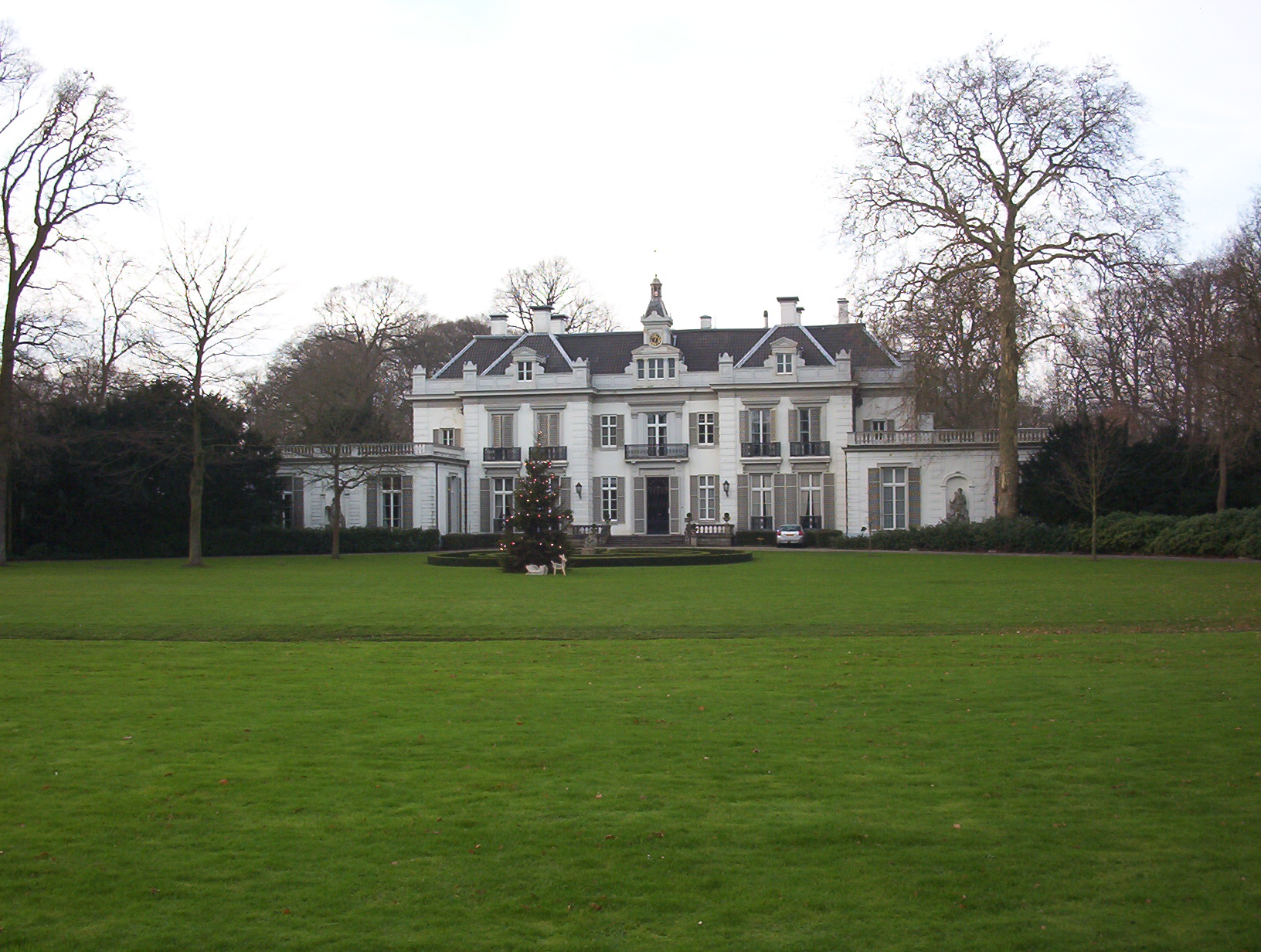
View of Hartekamp from the Herenweg, the road from Haarlem to Leiden that leads along 17th and 18th century summer homes.

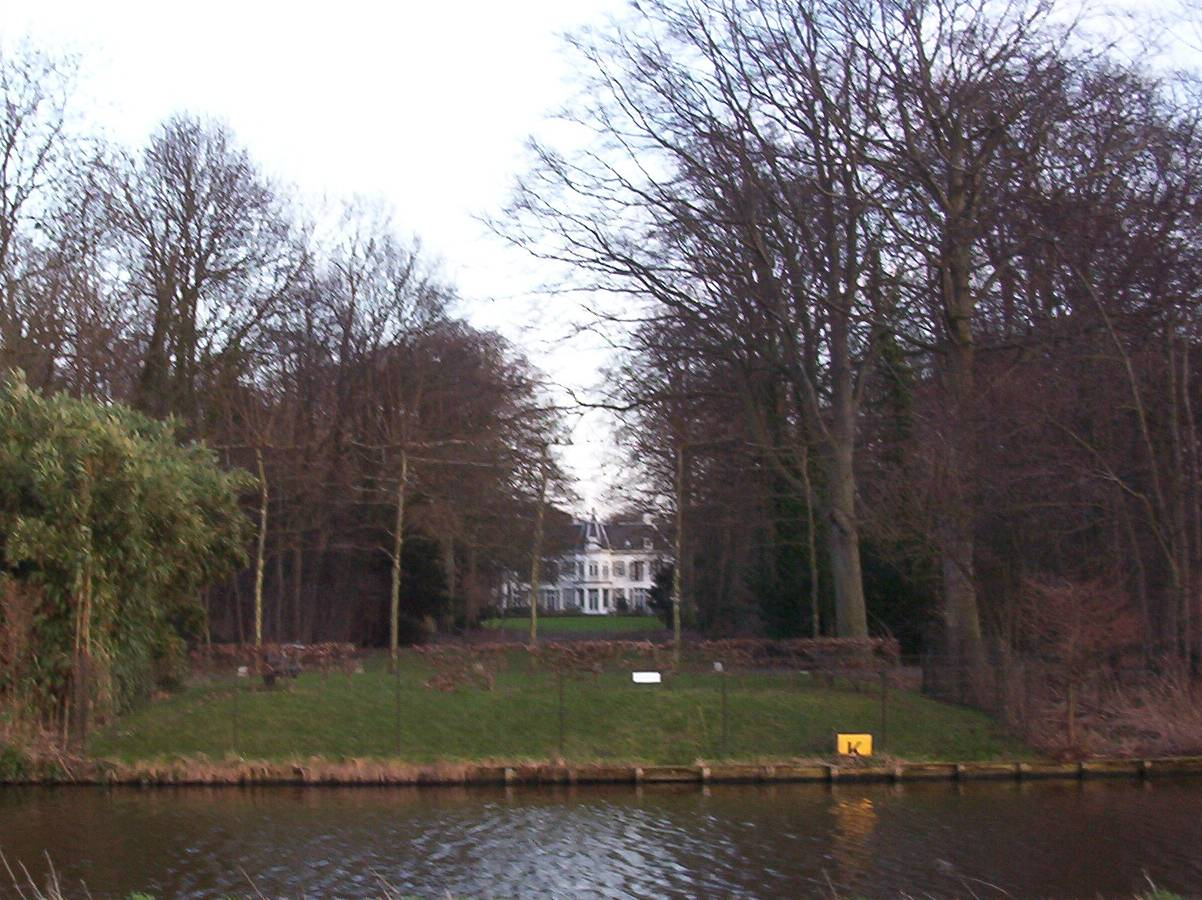
View of Hartekamp from the 'Leidse trekvaart' or Leiden-Haarlem canal.

哈特营（Hartekamp）是乔治·克利福德三世的消夏之家，位于班嫩布鲁克边上的海姆斯泰德。克利福德1737年雇林奈撰写其“克利福特园”，一本对于荷兰哈特营的花园的细致描述。该住宅在脱离克利福德家族后，其翼楼被从两个方向扩展。克利福德银行王朝于1772年破产，该房地于1788年脱离该家族。《克利福特园》以及林奈在此写作的其他作品如'Musea Cliffortiana', 'florens Hartekampi', 和 'prope Harlemum'的初版被拍卖掉以便为克利福德房地筹得资金。
在林奈清点时，该花园在温室、花园及树林中有1251种活的植物物种。2006年的清点表明，如今尚有250种活物种，它们都是这古老花园的野生残留者。
52°19′43″N 4°35′50″E / 52.32861°N 4.59722°E